# John Racener
John Raymond Racener (* 16. Dezember 1985 in Dunedin, Florida) ist ein professioneller US-amerikanischer Pokerspieler.
Racener hat sich mit Poker bei Live-Turnieren mehr als 11,5 Millionen US-Dollar erspielt. Er gewann 2017 ein Bracelet bei der World Series of Poker und erreichte 2010 den Finaltisch des Main Events der Turnierserie.

## Persönliches
Racener wurde bereits mehrfach mit Alkohol am Steuer erwischt und 2009 wegen einer Schlägerei festgenommen. Er lebt in Tampa im US-Bundesstaat Florida.

## Pokerkarriere

### Werdegang

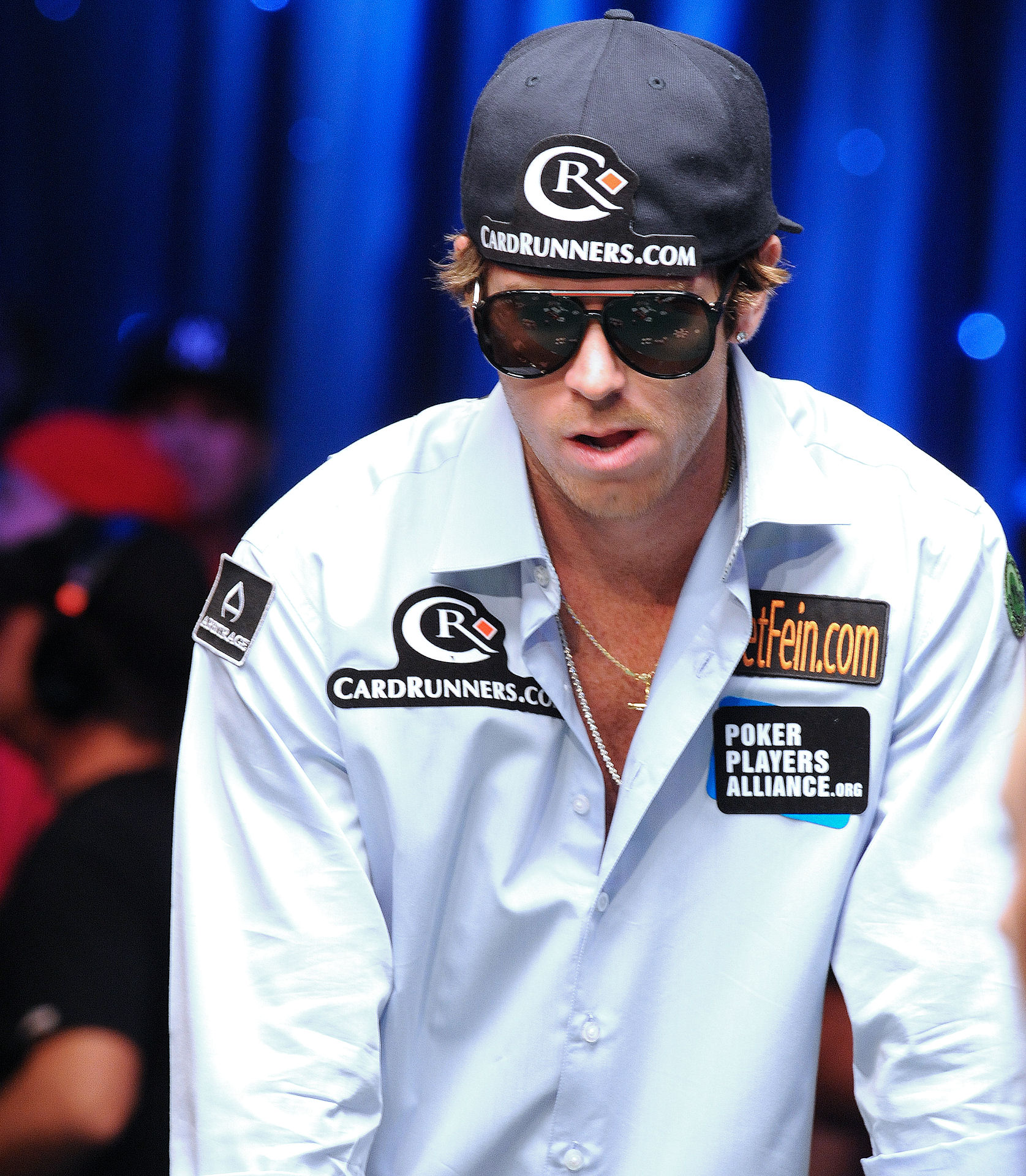
Racener am Finaltisch des WSOP-Main-Events 2010

Racener bekam im Alter von 16 Jahren von seiner Mutter 50 US-Dollar und machte mit Onlinepoker daraus innerhalb von zwei Jahren 300.0000 US-Dollar. Er spielte bis 2011 unter den Nicknames $30K (PokerStars), POCKET FIVE (Full Tilt Poker), MrMarchelle (partypoker) sowie 5JMONEY5 (UltimateBet) und gewann bei Online-Turnieren Preisgelder von mehr als einer Million US-Dollar.
Seine erste Geldplatzierung bei einem Live-Turnier erzielte Racener Mitte Dezember 2006 wenige Tage nach seinem 21. Geburtstag bei einem Circuit-Event der World Series of Poker (WSOP) in Atlantic City. Dort belegte er den dritten Platz und gewann mehr als 100.000 US-Dollar. Ende Januar 2007 erreichte er beim Main Event der World Poker Tour (WPT) in Atlantic City den Finaltisch und wurde Achter für rund 165.000 US-Dollar. Im Juni 2007 war Racener erstmals bei der WSOP-Hauptturnierserie im Rio All-Suite Hotel and Casino am Las Vegas Strip erfolgreich und belegte bei zwei Turnieren der Variante No Limit Hold’em die Geldränge. Mitte Dezember 2007 gewann Racener das WSOP-Circuit in Atlantic City und erhielt eine Siegprämie von knapp 400.000 US-Dollar. Bei der WSOP 2010 erreichte Racener im Main Event mit dem viertgrößten Chipstack den Finaltisch, der im November 2010 gespielt wurde. Dort landete er hinter Jonathan Duhamel auf dem zweiten Platz und gewann ein Preisgeld von mehr als 5,5 Millionen US-Dollar. Im Dezember 2010 saß Racener am Finaltisch des WPT-Main-Events im Hotel Bellagio am Las Vegas Strip und erhielt für seinen vierten Platz rund 230.000 US-Dollar. Bei der WSOP 2011 erreichte er je einen Finaltisch in den Varianten 8 Game und Seven Card Stud Hi/Lo. In letzterer Variante wurde Racener bei einem Event der Austragung im Juni 2014 Zweiter hinter George Danzer und erhielt knapp 220.000 US-Dollar. Bei der WSOP 2015 belegte er beim teuersten Event auf dem Turnierplan, dem High Roller for One Drop mit einem Buy-in von 111.111 US-Dollar, den zehnten Platz für knapp 400.000 US-Dollar. Bei der World Series of Poker 2016 erreichte Racener erneut zwei Finaltische. Bei der WSOP 2017 gewann Racener die Dealers Choice 6-Handed Championship und damit sein erstes Bracelet sowie über 270.000 US-Dollar Siegprämie. Insgesamt cashte er bei der Hauptturnierserie sowie bei der im Oktober und November 2017 in Rozvadov ausgetragenen World Series of Poker Europe 21-mal und belegte im Rennen um den Player of the Year Award den zweiten Platz hinter Chris Ferguson.

### Preisgeldübersicht
| Jahr   | Preisgeld (in $) | Turniersiege |
| ------ | ---------------- | ------------ |
| 2006   | 131.162          | 1            |
| 2007   | 660.307          | 1            |
| 2008   | 227.425          | 0            |
| 2009   | 121.072          | 0            |
| 2010   | 5.903.692        | 0            |
| 2011   | 276.366          | 0            |
| 2012   | 98.044           | 0            |
| 2013   | 78.539           | 2            |
| 2014   | 409.354          | 0            |
| 2015   | 686.514          | 0            |
| 2016   | 422.929          | 0            |
| 2017   | 641.264          | 3            |
| 2018   | 418.030          | 0            |
| 2019   | 33.362           | 0            |
| 2020   | 30.429           | 0            |
| 2021   | 266.581          | 0            |
| 2022   | 602.777          | 1            |
| 2023   | 524.427          | 0            |
| gesamt | 11.532.274       | 8            |